# 김학규 (1900년)
김학규(金學奎, 1900년 11월 24일 ~ 1967년 9월 20일)는 대한민국의 독립운동가이며, 일제강점기에 조선혁명군과 한국광복군에서 활동하였다. 광복군 제3지대장 등을 역임했다. 1962년 대한민국 건국공로훈장 독립장이 수여되었다.
귀국 후에는 우익 정치인으로 활동, 1948년의 남북 협상에 반대하여 임정 인사들을 설득하려다가 실패하고, 단정을 지지, 협상에 불참하였다. 이후 김구와 갈등하던 중 안두희를 김구에게 소개해 주었다가 1949년 김구가 암살되자 암살 누명을 쓰고 투옥되었다가 1961년 5·16 군사 정변 이후 석방되었다.

## 생애

### 생애 초기
1900년 김기섭과 선우순(김순욱의 미망인) 사이에서 태어났다. 모친은 전남편 김순욱과의 사이에서 얻은 이부 형 김성범과 딸을 데리고 김기섭과 재혼하였다고 한다.

#### 중국 망명
1919년 펑톈성 류허현의 신흥무관학교(新興武官學校)를 졸업하였다. 그 뒤 문회고급중학교(文會高級中學敎)에 입학하였다. 1927년 문회고급중학교를 졸업하였다. 곧 만주 류허현 삼원포 조선족진(三源浦朝鲜族镇)의 동명중학교에서 교사로 근무하기도 하였다. 동시에 서로군정서 제1지대본부 견습사관으로서 삼원보 일대에서 활동하였다.

### 독립운동

#### 독립운동과 광복군 참여
1936년 난징에서 현익철·양기탁(梁起鐸) 등과 함께 민족혁명당 비상대회를 열었으며, 공산주의자들이 분리되어 나가자 조선민족혁명당이라 개칭하였다. 그 뒤 민족혁명당을 탈당하고 대한민국 임시정부로 건너왔다. 1939년 쓰촨성 기강에서 한국독립당을 창당하는데 참여하였다.
1940년 한국 광복군이 창설되었을 때 광복군 제3지대장에 임명되었다.

#### 만주 파견 활동
민족주의 계열인 조선혁명당 중앙위원과 조선혁명군 참모장을 지내다 중국 관내로 건너가 임정에 합류한 뒤 한국광복군 제3지대장을 역임했다.
1946년 가을 대한민국 임시정부 주화대표단의 지시를 받고 한국독립당 동북특별위원회 위원장에 임명되어 만주지역으로 파견되었다.
만주에서 옛 조선혁명당계열 한국인들을 재결집한 김학규는 대한민국 임시정부 동북대표부를 한국독립당 동북특별위원회와 연계해 만주지방의 한인 교민들을 규합하고 보호하는 역할을 수행하였다. 장연민주자위군(長延民主自衛軍)을 조직해 활동하게 된다.
1949년 김학규와 장연민주자위군은 국공내전에서 장제스의 중국 국민정부와 중앙군(국민정부군)과 연합하여 반공주의활동을 전개해 나갔다.
국공내전에서 중국공산당이 승리하면서 김학규와 박찬익(朴贊翊)을 비롯한 주동 인물들은 한국으로 피신하고 대한민국 임시정부 동북대표부와 장연민주자위군은 해체되었다. 그 참가자들은 반혁명분자로 몰리게 된다.

### 정치 활동과 투옥

#### 남북협상 불참과 단정 승인
1948년 1월 김구가 남북협상론으로 노선을 바꾸자 김학규는 반대하였다.
당시 중국에서 돌아온 임정에서는 앞으로 수립될 통일정부 요인의 자격 규정으로서 대통령은 30년 이상, 국무총리는 20년 이상, 그리고 장관은 10년 이상 독립운동을 유일한 천직으로 하여 계속 투쟁한 인사에 한한다고 주장했던 것이다. 그는 대한민국 임시정부측의 이러한 주장에 너무 터무니없는 주장이라고 공개적으로 반박하고 나섰다.
김준연은 대통령이나 국무총리는 그래도 좋겠지만 장관까지 그런 규정을 둔다는 것은 받아들일 수 없다는 생각이었다. 이러한 규정대로 한다면 자기가 속해 있는 한민당은 정부 요직에 참여할 수 있는 자격이 있는 인사가 거의 없다고 생각한 때문 이었다. 이후 대한민국 임시정부 측은 김성수 등을 임정 국무위원(장관급)으로 입각시키는 등의 조치를 취하지만 그는 임정을 부정적으로 보게 된다.
이런 이유로 해서 김준연은 임정을 반대하는 선봉에 섰고, 임정 요인이 일부 중심이 된 좌우 합작이나 남북협상을 신랄하게 비난해왔다.
김준연은 김구를 정점으로 하는 남북협상파와 김규식을 정점으로 하는 좌우합작파를 모두 공산주의 노선과 비슷할 뿐 아니라 정부 수립에 크나큰 방해인물들로 단정했다. 그래서 (남북협상 당시) 공산당이 김구에게 정치자금을 조달한다는 설이 있자 곧 《동아일보》 지상을 통해 다음과 같은 규탄성명을 발표하기에 이르렀다. 이때 김준연이 발표한 성명서에 그는 크게 분노한다.
친애하는 동포 여러분! 5·10 총선거는 우리 5천년 역사에 길이 빛날 광명의 전환점입니다. ...(이하 중략)... 그러나 침략주의 외세 소련은 '약소민족 해방'이라는 허울 좋은 탈을 쓰고 우리 민족을 다시 자기들의 노예로 만들려는 음모를 다 하고 있습니다. 그런데도 소련의 주장을 지지하고 토지의 국유화를 원칙으로 한 공산주의적인 경제정책을 시도하는 무리들이 이 땅에 있다는 것은 통탄해 마지 않을 일입니다.

 이들은 민족의 숙원인 정부 수립을 반대하고 소위 남북협상이라는 빛 좋은 통일방안을 앞세웠습니다. 그러나 저들이 소위 남북협상에서 얻 어온 것이 무엇입니까.

우리 민족을 노예화하겠다는 소련의 궤도에 맹종한 것 외에 무엇이 있었습니까? 그러면 김구, 김규식 등은 어째서 그런 행동을 했겠습니까? 동포 여러분은 매우 이상하게 여기실 것입니다. 그러나 이들의 행동은 결코 이상할 것이 없습니다. 김규식은 한때 공산당 당원이었고 김구는 토지의 국유화를 주장했으니만큼 김구 역시 공산당 노선과 다를 바가 없는 것입니다. 이들은 아직까지 민족적 입장을 저버리고 계속 공산당과 손을 잡고 다시 남북협상을 기도하고 있습니다.

동포 여러분-나는 이들을 동포의 이름으로 규탄하거니와 동포 여러분은 이에 새로운 인식과 각오가 있어야 하겠습니다.

　　　　　　　　　　　　　　　　　　　　　　　　한국민주당 김준연

며칠 후 한민당도 당의 이름으로 같은 내용의 성명서를 발표하여 김구와 김규식을 신랄히 비난했다. 너무나 신랄하고 공격적인 이 성명은 곧 한국 정계에 커다란 파문을 일으켰다. 김준연과 한민당의 성명을 보고 누구보다도 치를 떤 것은 한독당의 김학규였다.
| “ | 각주 선생님, 이걸 좀 보십시오. 한민당의 김준연이란 자가 우리를 아주 공산당으로 몰아세웠습니다. 세상에 이런 죽일 놈이 있습니까. | ” |

김학규에게서 신문을 받아든 김구는 돋보기로 김준연의 성명을 읽었다.
| “ | 음 내 머지않아 이런 성명이 나올 줄 알았지. 나보다 김규식 박사가 더 안됐군! | ” |

극도로 흥분한 김학규를 진정시키는 김구의 눈에도 분노와 울분이 서려 있었다. 조용히 눈을 감고 앉아 있던 김구는 책상 위에 놓인 붓을 들었다. '小人閑居爲不善'-김구는 말없이 이런 글귀를 써내려갔다.
김구, 김규식을 위시한 남북협상파를 정면으로 공격한 김준연과 한민당의 폭탄 성명은 독촉 등 정부수립파의 절대적인 지지를 받았다.
김학규는 남북협상이 불가능하다며 임정 인사들을 설득하려 했으나 실패했다.

#### 이승만 암살 도모로 김구 암살 유발
1949년 6월 26일 김구가 암살되자, 암살범 안두희의 한국독립당 입당을 주선한 혐의로 징역 15년형을 받고 복역하였다. 김구가 경교장에서 암살되던 날 그는 경교장에 모인 측근에게 혈서를 하나 보여주었다.
사건 직후 경교장에서 보좌진을 부른 그는 자신이 소지하던 손수건 두 장 크기의 하얀 천을 한장 보였다. 천에는 "나는 미국제국주의의 주구 이승만을 타도한다"는 혈서가 쓰여 있었다. 보좌진들이 누가 쓴 것이냐 라고 묻자 김학규는 "안두희가 백범 선생 앞에서 쓴 것"이라며 믿었던 안두희에게 배신을 당했다는 사실을 분해하며 부르르 떨었다.
이 사건 직후 김학규는 안두희의 혈서를 그대로 불에 태웠다. 그러나 김학규가 안두희를 김구에게 소개해서 이승만 암살을 도우려 했다는 정보가 이승만 정권의 귀에 들어가게 되면서 그는 애매한 혐의로 징역 15년형을 언도받게 된다.
1950년 한국 전쟁 당시 방치하면 살해될 것을 염려한 군내 광복군 출신의 배려로 정부가 내려갈 때 함께 대전과 대구를 거쳐 부산으로 내려갔다가 휴전후 서울로 와서 다시 복역한다. 이후 제1공화국 기간 중 내내 투옥된다.

### 석방과 만년
1961년 복권이 되어 대한민국 건국공로훈장 독립장을 받았다.
1967년 9월 20일 서울특별시 마포구 망원동 자택에서 별세하자, 사회장으로 장례를 치르고 국립묘지에 안장되었다

## 가계
- 아버지 : 김기섭(金起燮, 1883년 ~ 1905년)
- 어머니 : 선우순(鮮于順, 1869년 ~ 1940년)
  - 본처 : 김봉수
    - 장남 : 김일현
    - 차남 : 김일진(金日鎭) - 혼외자, 오광심의 호적에 입적됨
    - 장녀 : 김탄실
    - 차녀 : 김은순

  - 후처 : 오광심

### 본관 논란
열린우리당 의원 김희선은 김학규가 자신의 조부라 하여 본관 논란을 일으켰다. 본관이 '의성'인 김희선은 2004년 김 전 의원이 자신의 본관을 '의성 김씨'로 소개하면서 작은 할아버지를 광복군 3지대장을 지낸 김학규(안동 김씨) 장군이라고 말하자 한 네티즌은 양가 족보를 대조해 김희선 의원이 장군과 아무런 혈연관계가 없다고 주장하였다. 월간조선은 김희선의 가계를 조사해 부친이 창씨계명 후 만주국 경무과 특무 계에서 근무했다는 새로운 사실을 밝혀내기도 했다.
한편 김희선 의원이 안동 김씨라고 주장한 김학규는 의성 김씨나 안동 김씨 족보에 올라있지 않은 것으로 확인됐다. 동아일보의 안동김씨 종친회 측의 문의 결과 김학규 장군이 안두희(安斗熙)를 김구(金九) 선생에게 소개한 분이라는 얘기가 있어, 족보 전체를 꼼꼼히 살펴봤으나 그의 이름을 족보에서 찾을 수 없었다고 답변하였다. 한편 안동김씨 측은 김학규 장군 연배의 '안동 김씨' 돌림자 항렬은 규(圭)ㆍ진(鎭)ㆍ한(漢)ㆍ동(東)으로, 김옥균이 갑신정변 때 역적으로 몰리면서 고종이 25세손 항렬자인 '균(均)'을 '규(圭)'로 대체해 사용하도록 했다고 설명하였으며, 김학규 장군의 '규(奎)'는 '별 규'자로 '안동 김씨' 문중에서 쓰는 항렬자가 아니라고 답변하였다. 한편 1969년 방국진과 결혼한 김희선은 1970년의 호적에 '의성김씨'로 등재되어 있다.
김학규의 유족측은 김희선이 김학규의 친손녀가 아니라 김학규 이부형의 손녀라고 증언하였다. 김학규의 딸 김은순은 2004년 9월 24일 조선일보와의 인터뷰에서 김학규가 의성김씨가 아니라고 발표하였으며, 그의 어머니가 안동 김씨 집안으로 재가해 새로 낳은 아들로, 김희선이 주장하듯 의성김씨 집안 자손이 아니라고 발표하였다. 김은순의 증언에 의하면 증조모(선우순)가 낳은 아들은 모두 3명,딸은 1명으로 의성김씨 전 남편과 사이에서는 김성범과 딸을 하나 낳았고,안동 김씨 집안에 재가한 뒤 낳은 첫아들은 어릴 때 죽었고 둘째아들이 김학규라고 증언하였다.
2005년 6월 국회 정무위원회는 김학규와 김희선의 관계를 조사한 결과 그동안 김희선이 김학규 장군의 친손녀임을 내세운 바와 달리 그의 직계 친손녀가 아닌 것으로 확인하였다. 6월 7일 국회 정무위원회 소속 한나라당 의원들이 열린우리당 김희선 의원에 대해 정무위원장과 '민족정기를 세우는 국회의원 모임' 회장직의 사퇴를 공식 촉구하고 나섰다. 2006년 1월 27일 서울고법은 김희선 의원의 작은 할아버지인 독립운동가 김학규 장군과 혈연관계가 존재한다고 판단하였고 또 할아버지가 독립운동을 했을 개연성이 있고 김희선 의원의 부친이 독립운동가라는 주장도 허위라고 보기 어렵다는 판단으로 무죄 판결하였다.

### 출생년도 논란
김학규는 1900년생으로 1936년 발간된 '의성 김씨 태천공파' 파보(派譜)와 1992년 제작된 '의성 김씨 대동보'에 따르면, 김희선의 증조부 김순옥은 1897년 사망했고 1900년생인 김학규 장군은 태어나지 않은 상태였다. 김학규의 맏며느리 전봉애는 증언에서 선우순이, 김성범을 데리고 의사인 안동김씨 김기섭한테 시집가서 김학규 장군을 낳았다.고 말했다는 것이다. 전봉애는 시할머니(선우순)가 우리 시어머니(김봉수 여사·김학규의 처)에게 '남편이 죽고 혼자 되니 살 수가 없어 아들 하나를 데리고 안동 김씨 집안으로 시집왔다.'고 늘 말했다는 얘기를 시어머니에게서 들었다 하며 두 사람(김성범과 김학규)은 친형제가 아니라고 증언하였다.

## 김학규를 연기한 배우
- 이정웅 - 1990년 (여명의 그날) KBS1 드라마

## 참고 자료
- 김학규 : 독립유공자 공훈록 - 국가보훈처
- 네이버 캐스트 : 독립운동가 김학규